# Lista de Campeãs da Copa Americana de Ginástica
Abaixo a lista das ginastas medalhistas do Copa Americana de Ginástica, desde a edição artística realizada em 1976, na cidade de Nova York.

## Ginástica artística

### Individual geral
| Evento | Ouro                               | Prata                                    | Bronze                      |
| ------ | ---------------------------------- | ---------------------------------------- | --------------------------- |
| 1976   | Nadia Comaneci                     | Kathy Howard                             | Elena Davydova              |
| 1977   | Kathy Johnson                      | Donna Turnbow                            | Marta Egervari              |
| 1978   | Natasha Tereschenko                | Kathy Johnson                            | Eva Mareckova               |
| 1979   | Stella Zakarova                    | Maxi Gnauck                              | Tracee Talavera             |
| 1980   | Tracee Talavera                    | Emilia Eberle                            | Marcia Frederick            |
| 1981   | Julianne McNamara                  | Tracee Talavera Huang Qun Lavinia Agache | ’’nenhuma’’                 |
| 1982   | Julianne McNamara Zoya Grancharova | ’’nenhuma’’                              | Tracee Talavera             |
| 1983   | Mary Lou Retton                    | Julianne McNamara                        | Alena Drevjana              |
| 1984   | Mary Lou Retton                    | Laura Cutina                             | Julianne McNamara           |
| 1985   | Mary Lou Retton                    | Yu Feng                                  | Daniela Silivas             |
| 1986   | Kristie Phillips                   | Boriana Stoyanova                        | Irina Baraksanova           |
| 1987   | Kristie Phillips                   | Olga Strazheva                           | Phoebe Mills                |
| 1988   | Phoebe Mills                       | Svetlana Baitova                         | Chelle Stack                |
| 1989   | Brandy Johnson                     | Olesya Dudnik                            | Henrietta Onodi             |
| 1990   | Kim Zmeskal                        | Natalia Kalinina                         | Mari Kosuge                 |
| 1991   | Betty Okino                        | Kim Zmeskal                              | Ludmila Stovbchataya        |
| 1992   | Kim Zmeskal                        | Henrietta Onodi                          | Shannon Miller              |
| 1993   | Shannon Miller                     | Kerri Strug                              | Elena Piskun                |
| 1994   | Dominique Dawes                    | Vassiliki Tsavdaridou                    | Elena Piskun                |
| 1995   | Kristy Powell                      | Ana Maria Bican                          | Amanda Borden               |
| 1996   | Kerri Strug                        | Svetlana Boguinskaya                     | Oksana Chusovitina          |
| 1997   | Elvire Teza                        | Vanessa Atler                            | Ji Liya                     |
| 1998   | Viktoria Karpenko                  | Meng Fei                                 | Kristen Maloney             |
| 1999   | Jennie Thompson                    | Elena Produnova                          | Vanessa Atler               |
| 2000   | Elena Produnova                    | Morgan White                             | Laura Martinez              |
| 2001   | Elena Zamolodchikova               | Laura Martinez                           | Kristal Uzelac              |
| 2002   | Tasha Schwikert                    | Courtney Kupets                          | Verona van de Leur          |
| 2003   | Carly Patterson                    | Courtney Kupets                          | Ashley Postell              |
| 2004   | Carly Patterson                    | Courtney McCool                          | Chellsie Memmel             |
| 2006   | Nastia Liukin                      | Shayla Worley                            | Aisha Gerber                |
| 2007   | Shawn Johnson                      | Natasha Kelley                           | Elsa Garcia                 |
| 2008   | Nastia Liukin                      | Shawn Johnson                            | Samantha Peszek             |
| 2009   | Jordyn Wieber                      | Bridget Sloan                            | Bui Kim                     |
| 2010   | Rebecca Bross                      | Alexandra Raisman                        | Jessica Lopez               |
| 2011   | Jordyn Wieber                      | Aliya Mustafina                          | Alexandra Raisman           |
| 2012   | Jordyn Wieber                      | Alexandra Raisman                        | Larisa Iordache             |
| 2013   | Katelyn Ohashi                     | Simone Biles                             | Victoria Moors              |
| 2014   | Simone Biles                       | Brenna Dowell                            | Giulia Steingruber          |
| 2015   | Simone Biles                       | MyKayla Skinner                          | Erika Fasana                |
| 2016   | Gabrielle Douglas                  | Maggie Nichols                           | Elsabeth Black              |
| 2017   | Ragan Smith                        | Asuka Teramoto                           | Melanie de Jesus dos Santos |
| 2018   | Morgan Hurd                        | Mai Murakami                             | Maile O’Keefe               |
| 2019   | Leanne Wong                        | Grace Mc Callum                          | Elsabeth Black              |
| 2020   | Morgan Hurd                        | Kayla Di Cello                           | Hitomi Hatakeda             |